# Góra Świętej Małgorzaty
Góra Świętej Małgorzaty – wieś w Polsce położona w województwie łódzkim, w powiecie łęczyckim, w gminie Góra Świętej Małgorzaty.
Prywatna wieś duchowna położona była w drugiej połowie XVI wieku w powiecie łęczyckim województwa łęczyckiego. W latach 1975–1998 miejscowość administracyjnie należała do województwa płockiego.
Miejscowość jest siedzibą gminy Góra Świętej Małgorzaty.

## Historia

### Powstanie wsi
Góra św. Małgorzaty jest bardzo stara. Pierwszy dokument o niej wspominający to tzw. „falsyfikat trzemeszeński” z 1145, według którego w tymże właśnie roku w obecności legata papieskiego jeden z synów Bolesława Krzywoustego (nie wiadomo który) przekazuje wieś na Górze pod Łęczycą w posiadanie klasztorowi w Trzemesznie. W dokumencie jest wspomniana także usytuowana w tej wsi Kaplica Maryi, a więc w 1145 istniała już i wieś, i kaplica.
Data założenia wsi jest nieznana. Słownik Geograficzny Królestwa Polskiego (wydanie z 1881) podaje rok 1040, lecz nie jest to niczym uzasadnione. Słownik etymologiczny miast i gmin PRL powołuje się już na „falsyfikat trzemeszeński” i podaje rok założenia 1145. Rok ten został ostatecznie uznany za rok założenia wsi.

### Nazwa
Falsyfikat Trzemeszeński pisze o wsi na Górze pod Łęczycą. Nazwa Góra pod Łęczycą powtarza się na wszystkich kolejnych dokumentach wspominających o Górze św. Małgorzaty, chociażby na spisach dóbr klasztoru w Trzemesznie. Na dokumentach królewskich wymieniających te dobra pojawia się z kolei nazwa Góra. Dzisiejsza jej forma pojawia się po raz pierwszy w dokumencie z 1410 w łacinie – Gora Sancta Margarete. Na wszystkich dokumentach spisanych po roku 1410 widnieje już nazwa Góra św. Małgorzaty.

### Legendy o pochodzeniu nazwy
Czemu święta Małgorzata niespodziewanie pojawiła się w nazwie wsi? Tłumaczy to miejscowa legenda o św. Małgorzacie. Według niej Małgorzata niestrudzenie wędrowała po świecie. Pewnego razu, kompletnie wyczerpana całodzienną wędrówką, kiedy doszła do jakiejś wsi, zapukała i poprosiła o schronienie. Została potraktowana jak włóczęga i wypędzona ze wsi. Wędrowała więc dalej, a w tym czasie zapadła ciemna noc i rozpętała się burza.
Doszła do następnej wsi, a kiedy tam poprosiła o schronienie, została przyjęta z otwartymi rękami – nakarmiona i odziana, a mieszkańcy wsi zrobili dla niej jeszcze miękkie posłanie na nocleg. Tymczasem w chacie, w której przebywała, odbywało się spotkanie mieszkańców wsi, na którym wszyscy mieli zadecydować, gdzie postawić kościół. Kiedy ktoś proponował jakieś miejsce, nie pasowało ono innemu i tak w kółko. Dyskusja, której przysłuchiwała się święta, trwała do późnej nocy i w końcu nie podjęto żadnej konkretnej decyzji.
Święta Małgorzata nie spała tyle, ile zwykle, lecz rozmyślała jak odwdzięczyć się tutejszym ludziom za opiekę. Wstała bardzo wcześnie, kiedy wszyscy jeszcze spali, i poszła na pole. Tam zaczęła kopać, a ziemię usypywać na kopiec. Pracowała bez wytchnienia, a kiedy wszyscy się obudzili, zaczęli jej pomagać i w krótkim czasie we wsi stanęła góra, na której wszyscy zgodnie postanowili wybudować kościół. Ludzie, wdzięczni za rozwiązanie konfliktu, podziękowali jej i Małgorzata powędrowała dalej. Od góry przez nią usypanej wieś wzięła swoją nazwę, a wieś, z której święta została wypędzona nazywa się dziś Piekiełko
(powiat grójecki). Wydmy piaskowe, które tam się znajdują, są tłumaczone tak, że kiedy usypywano górę, z worków wysypywał się piasek.
Inna, mniej popularna wersja pochodzenia nazwy:
Według miejscowej legendy powstanie Nagórek (Wieś k. Gaju) związane jest ze św. Małgorzatą. Św. Małgorzata zamieszkiwała ze swymi rodzicami pod Tumem. Była piękną, dorodną dziewczyną. Zakochał się w niej diabeł Boruta i postanowił pojąć ją za żonę. W Wielką Sobotę Małgorzata z fartuchem pełnym złocistego piasku posypywała dróżki wokół swojego domostwa, gdy zauważyła skradającego się Borutę, próbowała uciec. By skryć się przed napastnikiem, wysypała piasek ze swego fartucha; powstało wzgórze w Górze św. Małgorzaty, które zakryło ją przed oczami czarta. Małgorzata uciekała dalej, i zatrzymała się dopiero przed Gajem, gdy zorientowała się, że nie grozi jej już niebezpieczeństwo. Otrzepała fartuch z pozostałości piasku i w tym miejscu powstały niewielkie pagórki, od których powstała nazwa miejscowości Nagórki.
(Stanisław Cisak Środek Polski, s. 479)

### Dzieje późniejsze
Po zbudowaniu do dziś stojącego kościoła, Góra Świętej Małgorzaty była z nim nierozerwalnie złączona. Kościół, oprócz dóbr w Górze, wynoszących 100 ha, posiadał także duże folwarki w Bryskach (194 ha) oraz w Morakowie (124 ha). Przez ponad 400 lat należał on bezpośrednio do kanoników laterańskich z klasztoru w Trzemesznie.
Dopiero w 1818 car Aleksander I zamknął klasztor i skonfiskował jego dobra, a kościół w Górze św. Małgorzaty przeszedł do diecezji włocławskiej, a większość jego folwarków została sprzedana lub oddana chłopom. Od tamtego roku we wsi zaczęto prowadzić statystyki np. ludności czy domostw, których nie prowadzono, gdy ta należała do klasztoru. Na przykład w 1827 w Górze św. Małgorzaty były 23 domy oraz 153 mieszkańców (według Słownika Geograficznego Królestwa Polskiego).
8 września 1939 żołnierze Wehrmachtu dokonali zbrodni na ludności cywilnej wsi. Niemcy zabijali kobiety podczas przygotowywania posiłków, rolników w polu. Strzelali też do osób uciekających z palących się zabudowań, które wcześniej podpalali.

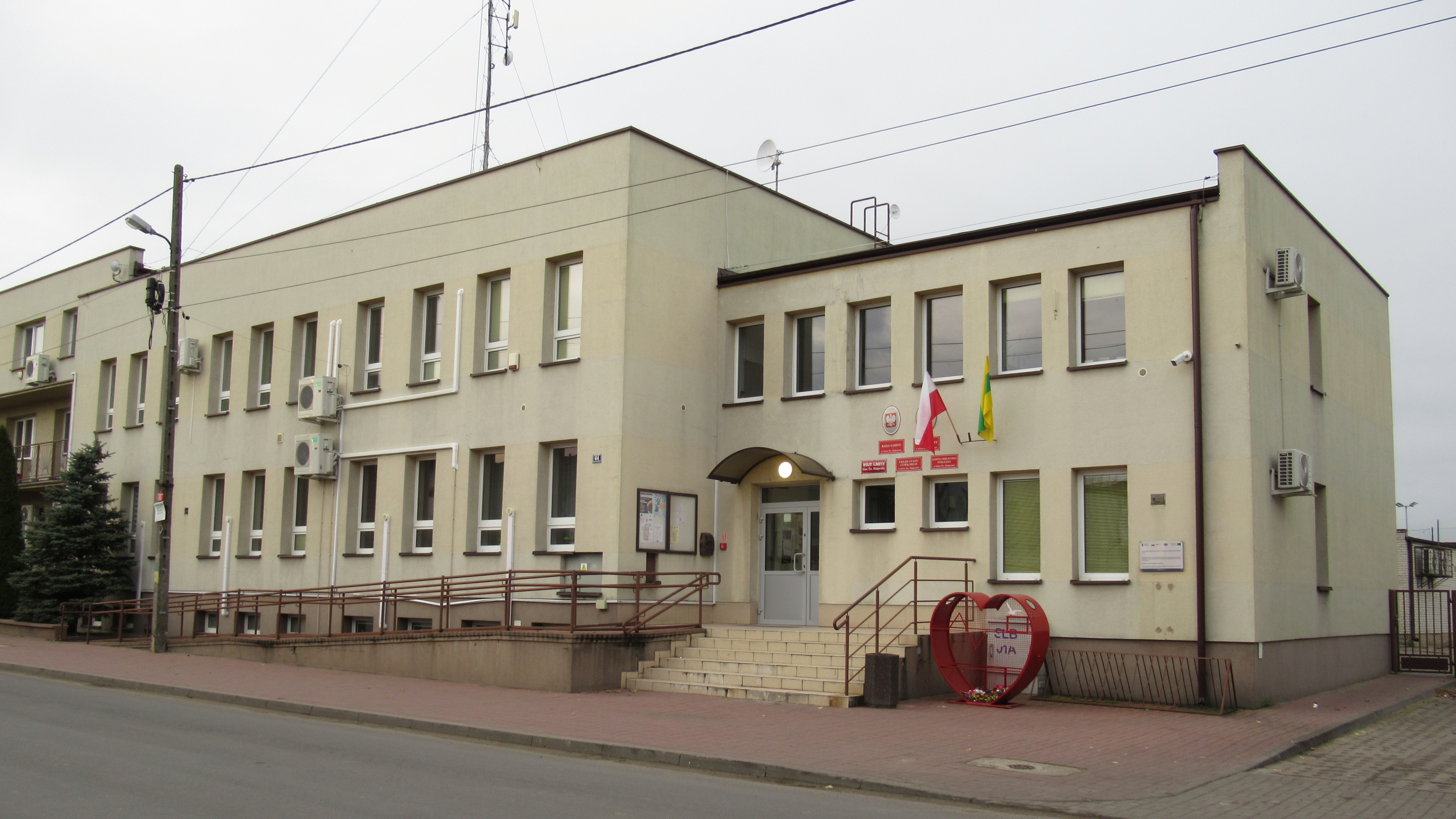
Urząd Gminy

Podczas II wojny światowej ze wzniesienia usypanego według legend przez św. Małgorzatę, które ma 25 m wysokości względnej i 136 m n.p.m. eksploatowano duże ilości żwiru. Do dziś można tam znaleźć bardzo duże, kilkumetrowe wykopy. W 1961 w Górze św. Małgorzaty odbył się VI Kongres Międzynarodowego Towarzystwa do Badań Czwartorzędu. Miejsce to zostało wybrane m.in. ze względu na występowanie wydm. W latach 1968–1969 wzgórze św. Małgorzaty i znaczna część wsi zostały zalesione.

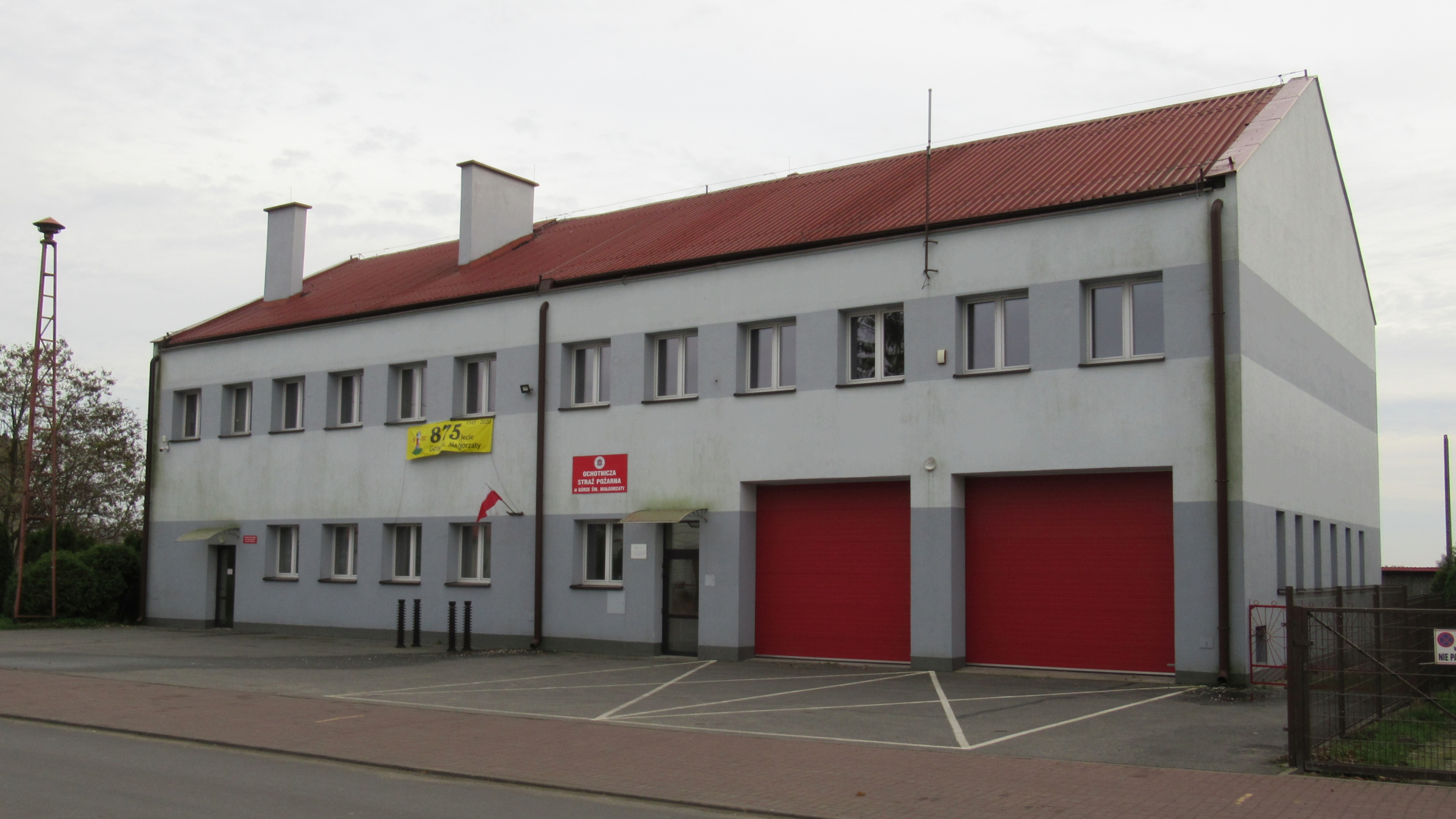
Remiza strażacka

Na cmentarzu w Górze św. Małgorzaty znajduje się grób majora Żabokrzyckiego, dowódcy oddziałów powstańczych z 1863. Wcześniej na dużym metalowym krzyżu znajdowały się słowa „major wojsk polskich”, jednak zostały one usunięte przez Niemców w czasie II wojny światowej. W 1939 pochowano na tamtym cmentarzu także 12 polskich żołnierzy poległych w czasie wojny obronnej Polski. Ich ciała zostały w 1952 przeniesione na cmentarz w Łęczycy, a w miejsce grobów odsłonięto tablicę pamiątkową.
W 1995 z udziałem władz wojewódzkich odbyły się w Górze Świętej Małgorzaty uroczyste obchody jej 850-lecia.

## Wzniesienie
We wsi Góra Świętej Małgorzaty znajduje się malownicze wzniesienie (136 m n.p.m.), dochodzące do 30 m wysokości względnej, położone na równinie pradoliny rzecznej. Góra jest pochodzenia polodowcowego; liczne odsłonięcia skał na zboczu pozwalają obejrzeć budowę geologiczną terenu. Na szczycie wzgórza stoi kościół, którego pierwowzór gotycki został zniszczony w wyniku przebudowy w XIX w. w stylu klasycystycznym.

## Zasłużeni spoczywający w Górze Świętej Małgorzaty
Na cmentarzu parafialnym spoczywa Stanisław Pomianowski (1897–1980), minister spraw wewnętrznych RP na uchodźstwie, żołnierz I Brygady Legionów Polskich, poseł na Sejm RP (1935–1938).  